# 薬剤師ピエール・キュト
『薬剤師ピエール・キュト』（やくざいしピエール・キュト、仏: Pierre Quthe, apothicaire、英: Pierre Quthe, Apothecary）は、16世紀のフランス・ルネサンス期の画家フランソワ・クルーエが1562年に板上に油彩で描いた絵画で、画家が署名したわずか2点の絵画のうちの1点である。モデルの人物ピエール・キュトは、フランソワ・クルーエの隣人であったらしい。エティエンヌ・モロー＝ネラトン (Etienne Moreau-Nélaton) の仲介によりルーヴル美術館友の会 (Société des Amis du Louvre) により購入され、1908年に寄贈されて以来、パリのルーヴル美術館に所蔵されている。

## 作品
フランソワ・クルーエは、父ジャン・クルーエの跡を継いでフランスの宮廷画家となった。彼はイタリアのマニエリスム様式の肖像画を完全に習得し、背景全体を暗い色で塗ることにより、鑑賞者の視線がモデルの人物とその持物に向かうようにしている。描かれている中年の男性ピエール・キュトはパリで有名であった薬剤師で、薬草の専門家であり植物学者でもあった。彼の前に置かれた本がそのことをさりげなく示している。
キュトは半身像で表され、左腕はテーブルの開いた本の上に置かれている。衣服のレースやビロードの服の飾りが非常に繊細に捉えられており、白い襟のレースは髭の生えた顔を効果的に際立させている。画家は、キュトの穏やかながらもまっすぐな、問いかけるような眼差しを通して、彼の思慮深く批判精神に富んだ性格を伝えている。また、背景の壁にわずかな影を落として座る彼のシルエットは堂々と捉えられている。
左側には画面を縁取るように緑の絹のカーテンが描かれているが、その下の銘は当初から描かれていたものであり、画家とモデルについて重要な情報を与えてくれる。その銘は、「FR. IANETII. OPUS / PE. QUITTIO. AMICO. SINGULARI / AETATIS SUE XLIII / 1562」 (Fr. ジャネ作、よき友P. キュトに。43歳、1562年) というものである。「Fr. ジャネ」はフランソワ・クルーエの別名で、「ジャン (ジャン・クルーエ) の息子」という意味で画家がよく使っていた。